# TCR Spain
El TCR Spain es un campeonato de automovilismo disputado en España bajo la homologación TCR desde 2021. Desde 2023 se lleva a cargo por las empresas organizadoras Rivazza y V-Line tras los dos primeros años siendo organizado por la RFEDA con escaso éxito.

## Historia
Tras el retorno fallido del Campeonato de España de Turismos donde el número de marcas y pilotos inscritos fue muy inferior a lo esperado, y tras la Pandemia de COVID-19 del año siguiente, en 2021 la RFEDA decide crear un campeonato paralelo siguiendo las normativas TCR, llamado TCR Spain-CEST que logró aportar algunos inscritos más a las parrillas. Sin embargo tras ofrecer una imagen muy pobre en 2022 a pesar de ser el plato principal del Racing Weekend, el CET se cancela y con incógnitas en el aire durante meses, finalmente se anuncia la continuidad del campeonato de la mano del piloto y empresario Gabriel Alonso y la exdirectora de comunicación de la RFEDA María Lanzón. Pese a disputarse en la segunda mitad del año y partir prácticamente de cero, se consigue un aumento progresivo del número de participantes y una buena respuesta de las escuderías nacionales con vehículos TCR a su alcance.

## Formato[7]
Formato del fin de semana

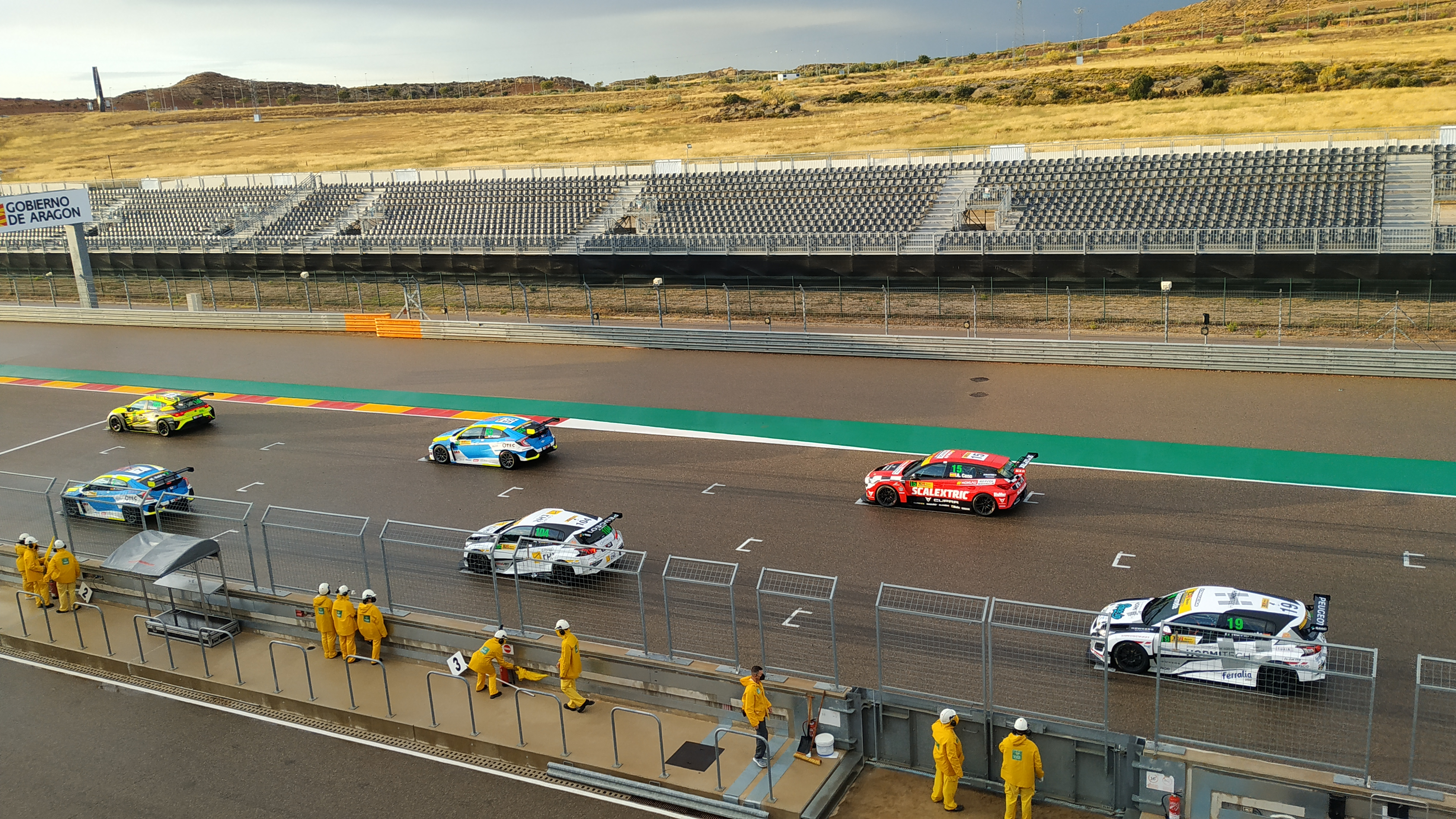
Parrilla del TCR Spain en Motorland (2021)

- Dos sesiones de entrenamientos libres de 30 minutos.
- Una sesión de entrenamientos calificatorios combinada (Q1+Q2)
- Dos carreras por ronda. Duración de 25 minutos más 1 vuelta. La parrilla de la primera carrera se definiría con los tiempos de la Q2 (12 primeras posiciones, el resto por la Q1). La parrilla de la segunda carrera con los resultados de la Q2, invirtiendo las 10 primeras posiciones.

Sistema de puntuación
| Pts      | 10  | 7   | 5   | 4   | 3   | 2   | 1   |     |     |     |      |      |      |      |      |      |
| Carreras | Pos | 1.º | 2.º | 3.º | 4.º | 5.º | 6.º | 7.º | 8.º | 9.º | 10.º | 11.º | 12.º | 13.º | 14.º | 15.º |
| Carreras | Pts | 40  | 35  | 30  | 27  | 24  | 21  | 18  | 15  | 13  | 11   | 9    | 7    | 5    | 3    | 1    |

Trofeos
Del TCR Spain se derivan el Campeonatos de España de Pilotos y el Campeonato de España de Marcas, aparte se introducen los siguientes trofeos:
- Copa TCR Spain para los vehículos con Transmisión DSG y los Peugeot 308 Racing Cup.
- Trofeo Junior para los pilotos menores de 21 años antes del inicio del año en curso.
- Trofeo Master para los pilotos mayores de 45 años que nunca hayan sido Top-5 en la Clasificación Final de cualquier TCR Series. (Introducido en 2025)
- Trofeo Concursante Colectivo Equipos para los equipos participantes.
- Trofeo de Pilotas Femeninas en caso de inscribirse un mínimo de 3.

## Campeones
| Año  | Campeón            | Escudería          | Coche                      | Trofeo Junior      | Trofeo Equipos     | TCR Cup      |
| ---- | ------------------ | ------------------ | -------------------------- | ------------------ | ------------------ | ------------ |
| 2021 | Mike Halder        | Halder Motorsport  | Honda Civic Type-R FK7 TCR | Alejandro Cutillas | Halder Motorsport  |              |
| 2022 | Isidro Callejas    | Volcano Motorsport | CUPRA León Competición TCR | Isidro Callejas    | Volcano Motorsport |              |
| 2023 | Quique Bordas      | Monlau Motorsport  | CUPRA León Competición TCR | Quique Bordas      | Monlau Motorsport  | Erik Zabala  |
| 2024 | Ignacio Montenegro | ALM Motorsport     | Honda Civic FL5 TCR        | Ignacio Montenegro | Monlau Motorsport  | Ana Carrasco |
| 2025 |                    |                    |                            |                    |                    |              |